# 코끼리 폭포
코끼리 폭포(Thác Voi) 또는 리엥로와 폭포(Thác Liêng Rơwoa)는 베트남 럼동성 럼하현 남반 시진 깜리 하천에 위치한 폭포이다. 폭포는 달랏에서 약 25km 떨어져 있으며, 폭은 약 40m, 높이는 30m 이상이다. 폭포에는 아기코끼리처럼 생긴 바위가 있어 코끼리 폭포라고 한다. 코끼리 폭포가 낮과 밤에 물을 타고 울부짖는 소리는 야생 동물의 소리처럼 들린다.
코끼리 폭포는 여전히 중앙 고원의 야생 특징을 간직한 몇 안되는 폭포 중 하나이다. 2001년 코끼리 폭포는 국가 기념 명승으로 승인되었다.
코끼리 폭포 복원 프로젝트는 2002년에 승인되었지만, 현재 적절한 유지 보수가 되지 않기 때문에 코끼리 폭포의 경관이 파괴되고 있다.

## 전설
고대 전설에 따르면, 매우 아름다운 딸을 둔 조이비엥(Jơi Biêng) 산악 부족 족장이 있었다고 한다. 그 소녀가 노래할 때마다 나뭇잎이 바스락거리는 것을 멈추고, 새들은 노래를 듣기 위해 지저귐을 멈추었다. 그녀의 연인은 옆 마을 촌장의 아들이다. 그는 근육질의 체격뿐만 아니라, 용맹스럽고 타의 추종을 불허하는 용기를 가지고 있었기 때문에 많은 사람들의 사랑을 받고 있었다. 그들은 결혼을 약속했지만, 그 젊은이는 적을 죽이러 가야 했고, 그 후 그가 돌아오는 것을 보지 못하고 많은 세월이 흘렀다. 그 비참한 소녀는 옛날로 돌아가기를 꿈꾸며, 간곡하고 우울한 노래를 부르면서 이전에 그들이 만남을 약속했던 황량한 산으로 갔다. 그 노래는 블링 새들을 감동시켰다.
그러나 소녀는 여전히 가혹한 진실을 받아들이지 못했다. 그녀는 지쳐 쓰러졌고, 다시는 일어날 수 없을 때까지 계속 노래하고, 노래했다. 그녀의 노래를 그렇게 오랫동안 듣고 있던 코끼리떼도 겁에 질려 침묵하고 있었다. 갑자기 요란한 ‘쾅’ 소리가 나고, 하늘과 땅이 흔들리며 산이 부서지고, 갑자기 빠른 물줄기가 흘러 하얀 거품을 뿜었다. 나무들이 바스락거리는 소리와 함께 폭포수가 속삭이는 소리, 가사가 계속되면서 새들이 지저귀는 소리, 아름다운 소녀의 소리를 흘리고 있었다. 꼬호족은 열정적인 사랑 앞에 엎드린 돌 코끼리 형상의 폭포를 리엥 로와아 조이 비엥(Liêng Rơwoa Jơi Biêng)으로 이름지었다.

## 개요
2001년, 코끼리 폭포는 국가 풍경이라는 기념물로 승인되었다.
2002년 남반 시진의 한 단체가 2005년 도민위원회로부터 투자사업을 승인받아 탁보이 합작주식회사를 설립하기 위해 자본금을 기탁했으나, 그 후 이 사업은 승인되지 않았다. 코끼리 폭포 합자 회자는 투자를 할 수 없었지만, 수익을 내기 위해 이전을 기다리기 위해 고의적으로 장기화되었다. 단지 관문에 돈을 모으기 위해 울타리를 치고 표를 팔았을 뿐이며, 2007년 말까지 이 사업은 빈탓 건설 및 무역 합자 주식 회사에 양도되었다.